# Эвальд, Аркадий Васильевич
Эвальд Аркадий Васильевич (1834 или 1836—1898) — русский писатель

, журналист, а также исследователь в области авиации, пионер авиации.

## Биография

### Детство и юность
Родился в Гатчине, в семье учителя истории и географии Гатчинского сиротского института. Здесь он провел первые пятнадцать лет жизни, учась вместе с воспитанниками института.
Затем поступил в Николаевское инженерное училище. По окончании второго курса училища был произведён в офицеры. В 1854—1856 гг. участвовал в защите балтийского побережья. Во время Крымской войны служил в Ревеле. Затем вышел в отставку.

### Карьера журналиста
В 1854 году опубликовал в газете «Санкт-Петербургские ведомости» очерк «Союзники у Ревеля» о попытке английской эскадры подойти к Санкт-Петербургу. В 1861 году направился в Италию в качестве внештатного корреспондента газеты «Санкт-Петербургские ведомости» для репортажей о деятельности Гарибальдийского движения. После возвращения из Италии в Санкт-Петербург писал статьи для журнала «Отечественные записки» под псевдонимами «Прогрессистов», «Ленивцев» и др. В 1863 году в течение трёх месяцев совместно с А. Н. Очкиным издавал ежедневную газету «Очерки». Также работы Эвальда публиковались в газетах «Голос», «Всемирная иллюстрация», «Санкт-Петербургские Ведомости», в которых он также был рецензентом. Кроме того, был редактором изданий «Всемирный телеграф», «Всеобщая газета», «Улей», «Паровоз».

### Литературная деятельность
Автор романов «Воспитание Льва» и «Император Византии. Исторический роман из эпохи императора Александра I».

### Исследования в области авиации
В 1863 году в своей статье «О воздухоплавании» в газете «Голос» впервые в России предложил идею летательного аппарата тяжелее воздуха, использующего неподвижную (относительно других частей аппарата) несущую поверхность для создания подъёмной силы и архимедов винт, приводимый в движение располагающимся на борту двигателем, для создания тяги. Такой летательный аппарат был назван им: «самолёт» — то есть именно так, как его принято называть теперь. В данной статье А. В. Эвальд упомянул также опыты с моделью такого аппарата с пружинным двигателем, которые он проводил в 1861 году во Флоренции. Из-за недостаточного совершенства модели она могла только планировать с углом снижения около 30 градусов.
В 1886 году построил модель самолёта с ракетным (пороховым) двигателем. Модель  состояла из несущей поверхности площадью около 0,5 м², стрежневого каркаса, четырёхколёсного шасси и проволочных расчалок. Двигатель располагался в центре несущей поверхности в металлическом жёлобе. Для защиты от пламени все деревянные части конструкции были обшиты жестью. Испытания модели проводились зимой 1886—1887 гг. В ходе них аппарат неоднократно дорабатывался с целью добиться устойчивого полёта. Только после восемнадцатой переделки модель совершила успешный полёт с самостоятельным разбегом по земле и мягкой посадкой на собственное шасси. Этот успешный опыт был повторён несколько раз. Данная модель была первой в России моделью самолёта с реактивным двигателем, а также первой в Мире моделью самолёта с реактивным двигателем, совершившей взлёт после разбега по земле.
Был активным членом Императорского Русского Технического Общества (ИРТО), входя в его VII (воздухоплавательный) отдел. 12 марта 1883 года выступил перед Воздухоплавательным отделом ИРТО с докладом «История воздухоплавания и его настоящее положение». В ходе этого доклада Эвальд, в частности, сообщил членам Общества о строительстве Самолёта Можайского.
По словам Эвальда, он был изобретателем управляемого аэростата еще в 1860-х годах, до появления аэростатов Дюпюи де Лома и Ренара и Кребса и других. Проект аэростата Эвальда был рассмотрен военным министром Д. А. Милютиным с подачи Туркестанского генерал-губернатора фон Кауфмана.
Кроме того, по воспоминаниям Эвальда, он стоял у истоков Туркестанской железной дороги. В один из своих приездов в Санкт-Петербург Туркестанский генерал-губернатор К. П. фон Кауфман обратился к Эвальду, с которым был знаком раньше, с просьбой составить схематический проект и приблизительный расчет стоимости железной дороги. «Через несколько дней Кауфман сообщил мне, что он показывал мой проект военному министру, и что это дело, вероятно, в скором времени осуществится».